# Berkeley Developments
Berkeley Developments, zuvor Berkeley Motor Company, war ein britischer Hersteller von Automobilen.

## Unternehmensgeschichte
Anthony Argyle gründete 1991 das Unternehmen Berkeley Motor Company in Syston in der Grafschaft Leicestershire. Er begann mit der Produktion von Automobilen und Kits. Der Markenname lautete Berkeley, in Anlehnung an den  historischen Hersteller Berkeley Cars. Dave Ratner übernahm 1996 das Unternehmen, benannte es in Berkeley Developments um und verlegte den Sitz nach Langley Hill in Nottinghamshire. 2002 endete die Produktion. Insgesamt entstanden etwa 13 Exemplare.

## Fahrzeuge
Das erste Modell Bandini war eine Nachbildung des Berkeley T 60. Es war ein Dreirad mit einzelnem Hinterrad. Der Vierzylindermotor kam vom Mini. Bis 2002 entstanden etwa sieben Exemplare.
Der Camerotta war vom Prototyp ADO 35 der British Motor Corporation inspiriert. Es war ein kleiner offener Sportwagen im Stile des MG Midget. Zwischen 2000 und 2002 entstanden etwa sechs Fahrzeuge.
Außerdem stellte das Unternehmen in den frühen 1990er Jahren Nachbildungen des Lamborghini Countach auf dem Fahrgestell des VW Käfer her.